# حسين حسني باشا
حسين حسني باشا (بالتركية: Hüseyin Hüsnü Paşa)‏ هو سياسي عثماني، تولى منصب ناظر البحرية.

## مناصبه
تولى المناصب التالية:
- ناظر البحرية  [لغات أخرى]‏ (1909–1909)
- ناظر الحربية (1920–1920)